# Pałac w Święciechowie
Pałac w Święciechowie – zabytkowy pałac w miejscowości Święciechów.
Obiekt wybudowany na początku XX w. Od frontu znajduje się portyk z czterema kolumnami doryckimi. Na półkolistym frontonie (szczycie) umieszczony jest herb rodu von Enckevort z Holandii. Pałac z początku XX w. jest częścią zespołu pałacowego, w skład którego wchodzi jeszcze park z początku XIX w., zmieniony w XX w. Obok zespół folwarczny z podwórzem gospodarczym z drugiej połowy XIX-XX w. w skład którego wchodzą:
- owczarnia
- stodoła
- budynek inwentarski
- ściana frontowa d. obory
- brama wjazdowa, mur[1].

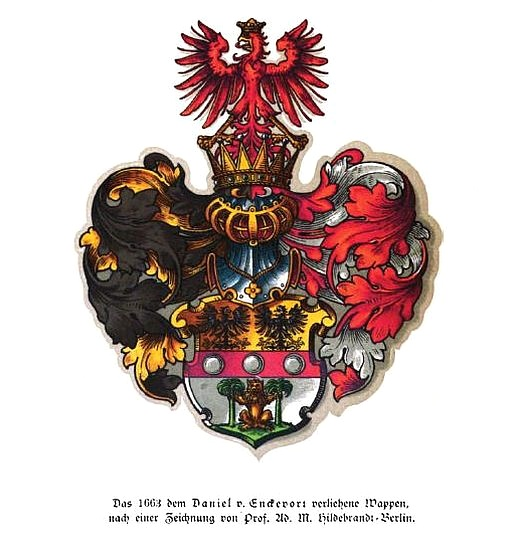
Herb  von Enckevort